# Magdalenenkapelle (Erfurt)
Die Magdalenenkapelle ist ein kleiner profanierter Kirchbau in der Erfurter Altstadt. Sie gehört zur Domgemeinde und war ursprünglich eine Friedhofskapelle. Heute wird sie als Kolumbarium genutzt.

## Geschichte
Die Magdalenenkapelle wurde 1227 erstmals urkundlich erwähnt. Der heutige Kirchbau wurde um 1341 errichtet und diente als Kapelle eines angrenzenden innerstädtischen Friedhofs. Nach der Einführung der Reformation 1525 wurde sie zunächst nicht mehr genutzt. 1546 wurde auch der Friedhof geschlossen. Zwischen 1622 und 1803 nutzte der Erfurter Dom die Kapelle, die Ende des 19. Jahrhunderts profaniert und umgebaut wurde. Bis 2011 befand sich in den Räumen das „Theater in der Kapelle“. Seit 2014 dient die Kapelle als Kolumbarium mit 420 Urnenplätzen. Die notwendigen Umbauten wurden von der Erfurter Künstlerin Evelyn Körber gestaltet.

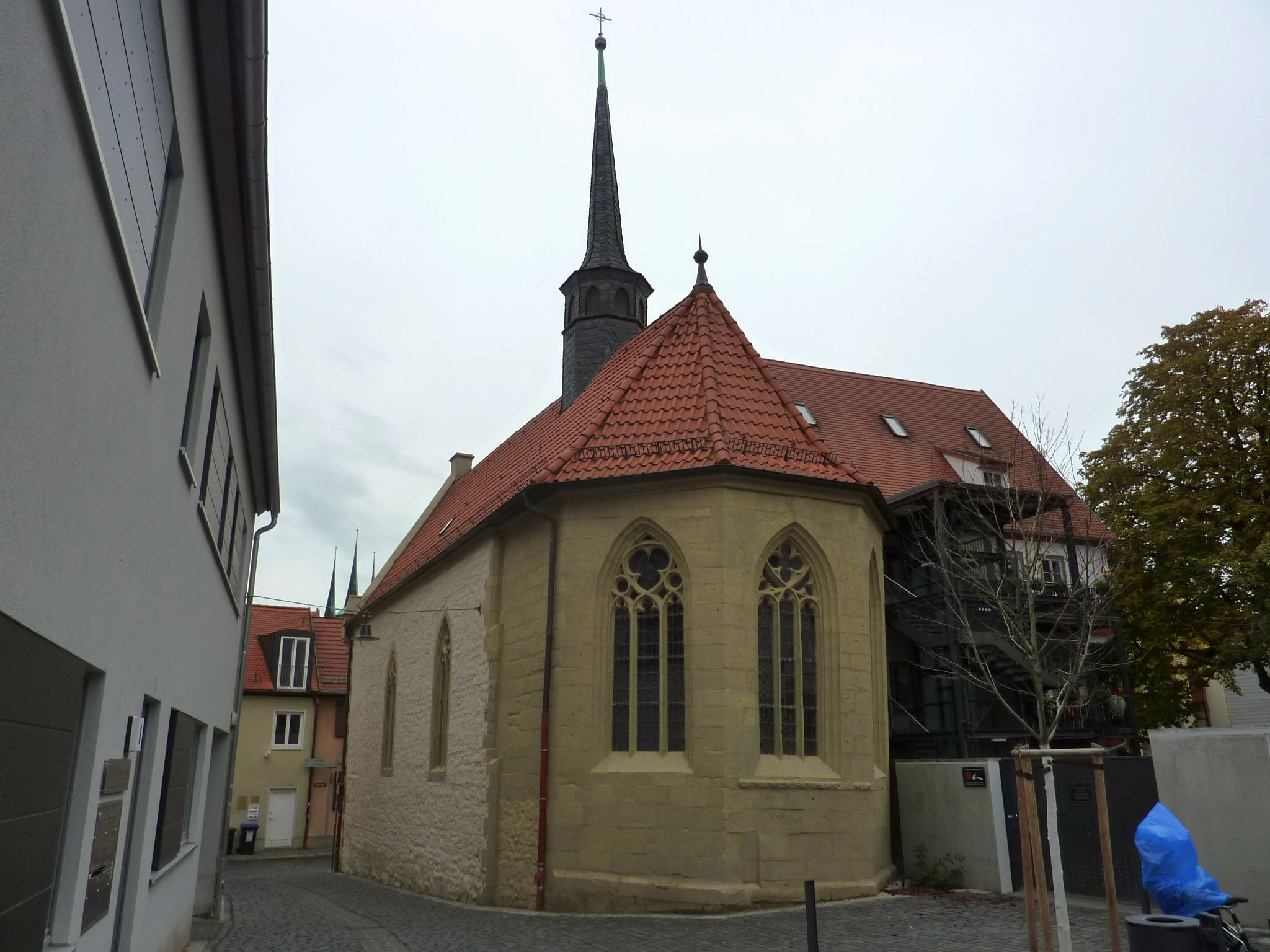
Gesamtansicht
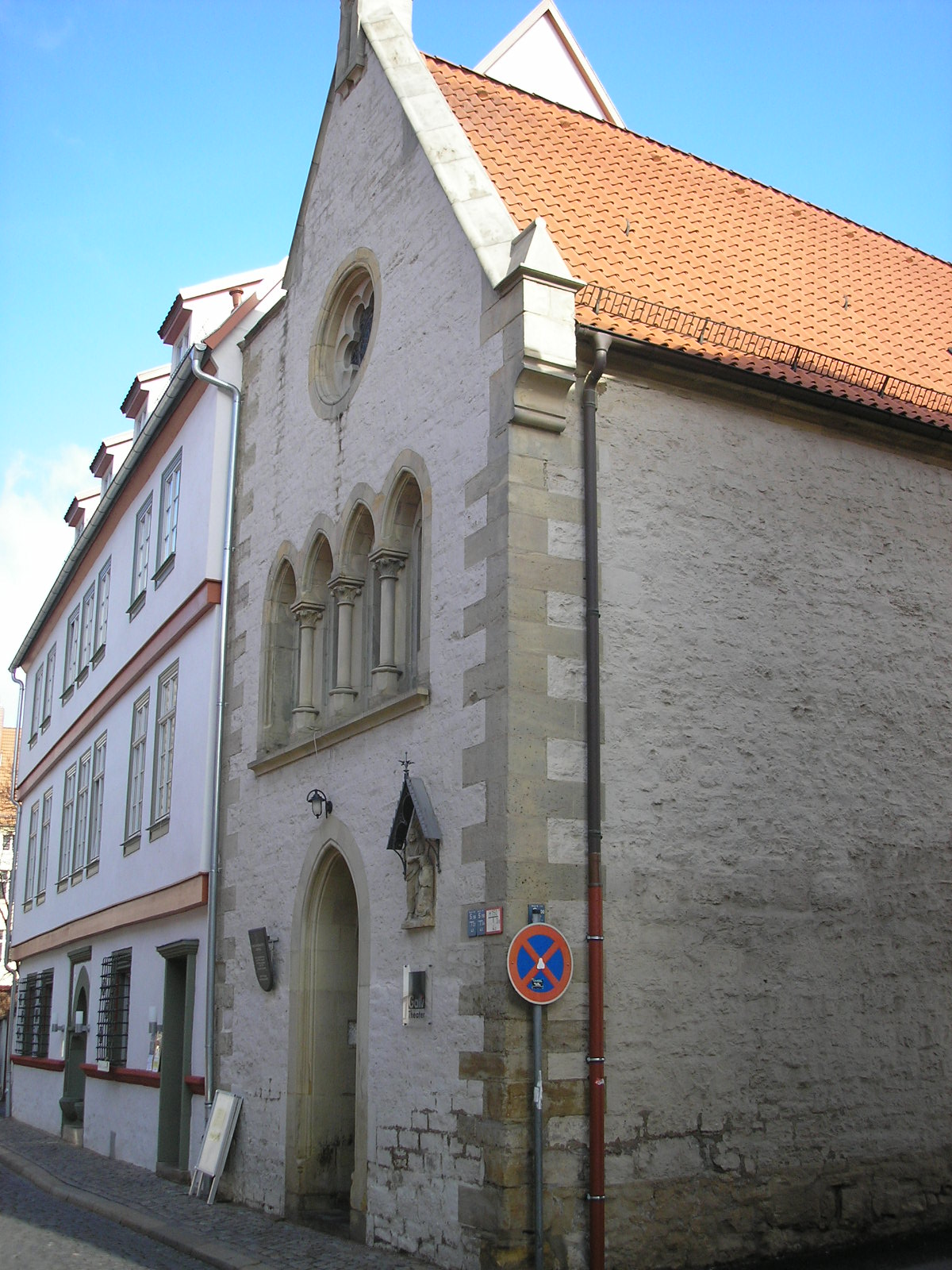
Fassade
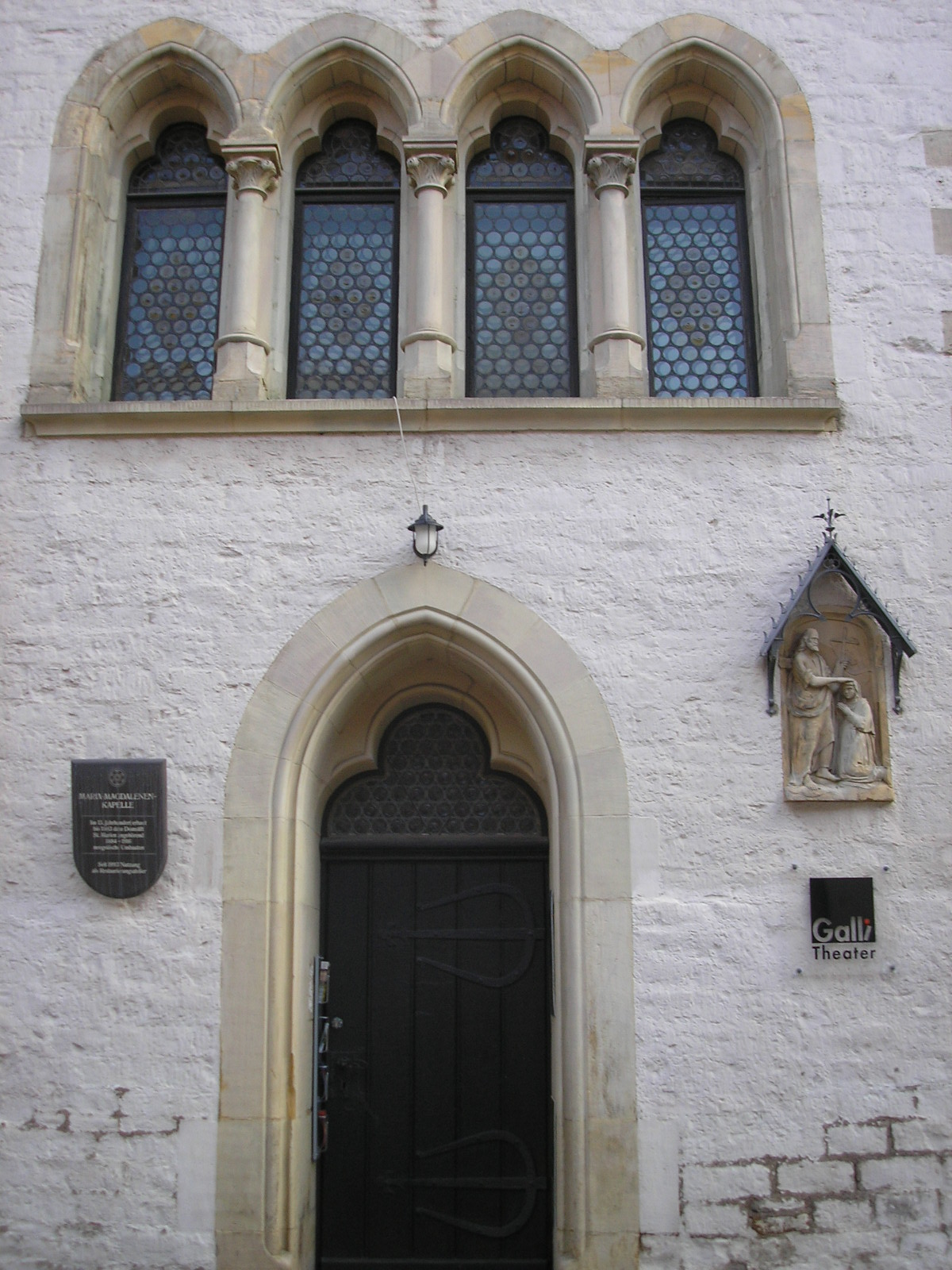
Eingangsbereich